# Nokta Festival
Nokta Festival — международный аудиовизуальный фестиваль, проходящий в Ополе (Польша).
Помимо развлекательной части, фестиваль призван создать пространство для выражения артистов из самых разных сфер: музыкантов, ди-джеев, виджеев, графических дизайнеров, исполнителей, инженеров, программистов и разработчиков игр.

## Происхождение
До момента основания фестиваля, аудиовизуальная культура в Ополе уже развивалась в течение многих лет. Интенсивное сотрудничество культурных активистов и художников, в том числе студентов и преподавателей Института Искусств Опольского Университета, а также ряд массовых инициатив, фондов и ассоциаций способствовали процветанию местной культуры, организации все более масштабных концертов и художественных мероприятий и множеству экспериментов с использованием новых мультимедийных решений. Благодаря этому, искусство виджеинга начало стремительно развиваться в столице Опольского воеводства.
Идея создания фестиваля Nokta родилась из желания прорекламировать премьеру дебютного альбома художника, связанного с городом Ополе — Grzegorza Fijałkowskiego, а также нескольких других концертов, которые должны были состояться примерно в те же дни. В конечном итоге, артисты и организаторы решили создать одно большое мероприятие, а не несколько маленьких.

## Первое издание
Первый фестиваль прошел 12 мая 2017 года в Театре им. Яна Кохановского под названием Nokta — Noc Konfrontacji Audiowizualnych и был очень хорошо принят среди публики. Это первое мероприятие такого масштаба в столице региона Ополе, на котором были представлены новые решения для мультимедийного искусства.
Во время фестиваля выступили более 30 музыкантов и визуальных артистов, а зрители, помимо концертов и ди-джеев, могли полюбоваться дополнительными выставками, такими как интерактивная виртуальная реальность, инсталляции и мультимедийные проекции. Кульминацией программы стал концерт на поддержку альбома «Windless» Grzegorza Fijałkowskiego в роли Fiau.

## Второе издание
Второй фестиваль, прошедший в 2018 году под названием Nokta Festival, также прошел в Театре им. Яна Кохановского, и был продлен до двух фестивальных дней с участием более 50 артистов и перформеров. Помимо мультимедийных инсталляций и стендов виртуальной реальности, уже представленных на предыдущем выпуске, во время второго фестиваля состоялся также ряд художественных выставок. Тогда на сцене выступили Jacek Sienkiewicz, Piotr Bejnar, Ari Dykier, Essex i Bengal. Реклама фестиваля в 2018 году сочеталась с успешной краудфандинговой кампанией, которая помогла профинансировать организацию мероприятия. Во время этого издания также был проведен ISVJ — обзор аудиовизуальных работ студентов Института Искусств Опольского Университета. Главным организатором как первого, так и второго фестиваля был Noiz Foundation — фонд, созданный артистами из Ополя для продвижения широко принятого аудиовизуального искусства.

## Третье издание
Третий фестиваль Nokta прошел 23-25 августа 2019 года, также в помещении Театра им. Яна Кохановски, но на этот раз одна из сцен была расположена перед театром, на площади Иоанна Павла II. Масштаб события снова расширился — мероприятие длилось три дня, и на сцене сыграло около 100 артистов. Группа Tides From Nebula выступила на большой сцене c виджей-сетом от VJ Mentalny Jeż, а легенда польской электронной музыки Władysław Komendarek c виджей-сетом от Jakuba Kubary. Концерт, открывающий большую сцену был сыгран группой Body Package, во время которой VJ Black Pony отвечал за визуальные эффекты.
На сцене под названием Modelatornia и перед театром выступили среди прочих DJ/VJ Arkaei, Scar Polish, Da Vosk Docta, Leo Zen, Persus Nine и LOON, Tomasz Mreńca, VJ Natalia Nosova, Trap Door, Jubas, VJ Emilia Michta и VJ Praczuk.
Помимо концертов и перформансов, как и во время предыдущего выпуска, для публики были доступны симуляторы виртуальной реальности, а также ретро-зона, где зрители могли поиграть на первым поколении оборудования 70-х, 80-х и 90-х годов, например, Atari, Commodore, Amiga или Pegasus.
В 2019 году состоялся символический 10-летний юбилей посвященный многолетнему сотрудничеству аудио- и видеоартистов из Ополя, поэтому организаторы фестиваля решили расширить его состав. В результате, в культурных учреждениях Ополя проходила серия бесплатных мероприятий в течение всех выходных августа, предшествующих Нокте. Первый так называемый «запуск» состоялся 2 августа в Студии М. SBB на Радио Ополе, и это был концерт Bengala — продюсера, композитора, мультиинструменталиста и ди-джея из Ополя. Через день на том же месте состоялся концерт Awgs and Coach Motel. В следующие выходные, 10 августа, в клубе Highlander выступил диджейский состав Propaganda Soundsystem и артисты Slash и Burza с визуальными эффектами от VJ Emiliа Święckа. Четвертый «запуск» состоялся 17 августа в клубе LABA, где играли EKHTO и Lili Poopoo. Последним из событий перед Фестивалем Nokta 2019 стало открытие выставки «Epicentrum» авторства Jeremiego Picza в галерее Городской Публичной Библиотеки, которое началось 19 августа.

## Четвертый выпуск
Четвертый фестиваль Nokta Festival должен был состояться в июне 2020 года и снова превзойти масштабы предыдущих мероприятий. В связи с реконструкцией Театра им. Яна Кохановского, где до этого проводился фестиваль, местом проведения мероприятия был выбран Национальный Центр Польской Песни и Амфитеатр в Ополе. Ряд фестивальных мероприятий должен был начаться в апреле с вечеринки Before Party с концертом Łąki Łan и закончиться в июне в амфитеатре во время концерта Katarzyny Nosowskiej с альбомом Basta. Однако, пандемия COVID-19 помешала этим планам и вынудила организаторов отменить четвертый сезон фестиваля.

## Open Call
Одним из элементов каждого сезона Nokta Festival является open call, то есть открытый набор виджеев, исполнителей, создателей инсталляций, кодеров и художников со всего мира, которые хотели бы поучаствовать в фестивале. Победители открытого конкурса, отобранные специальной комиссией жюри, имеют возможность представить свои работы более широкой аудитории и встретиться с другими художниками со схожих художественных направлений. Некоторые из этих встреч впоследствии привели к сотрудничеству в новых проектах.